# Live Aid
A Live Aid 1985. július 13-án megszervezett monumentális szuperkoncert, célja az afrikai – etiópiai – éhezők megsegítése volt. A televíziós közvetítésnek hála több mint másfél milliárd ember látta egyenes adásban, így ez lett az emberiség egyik legnagyobb kollektív eseménye.

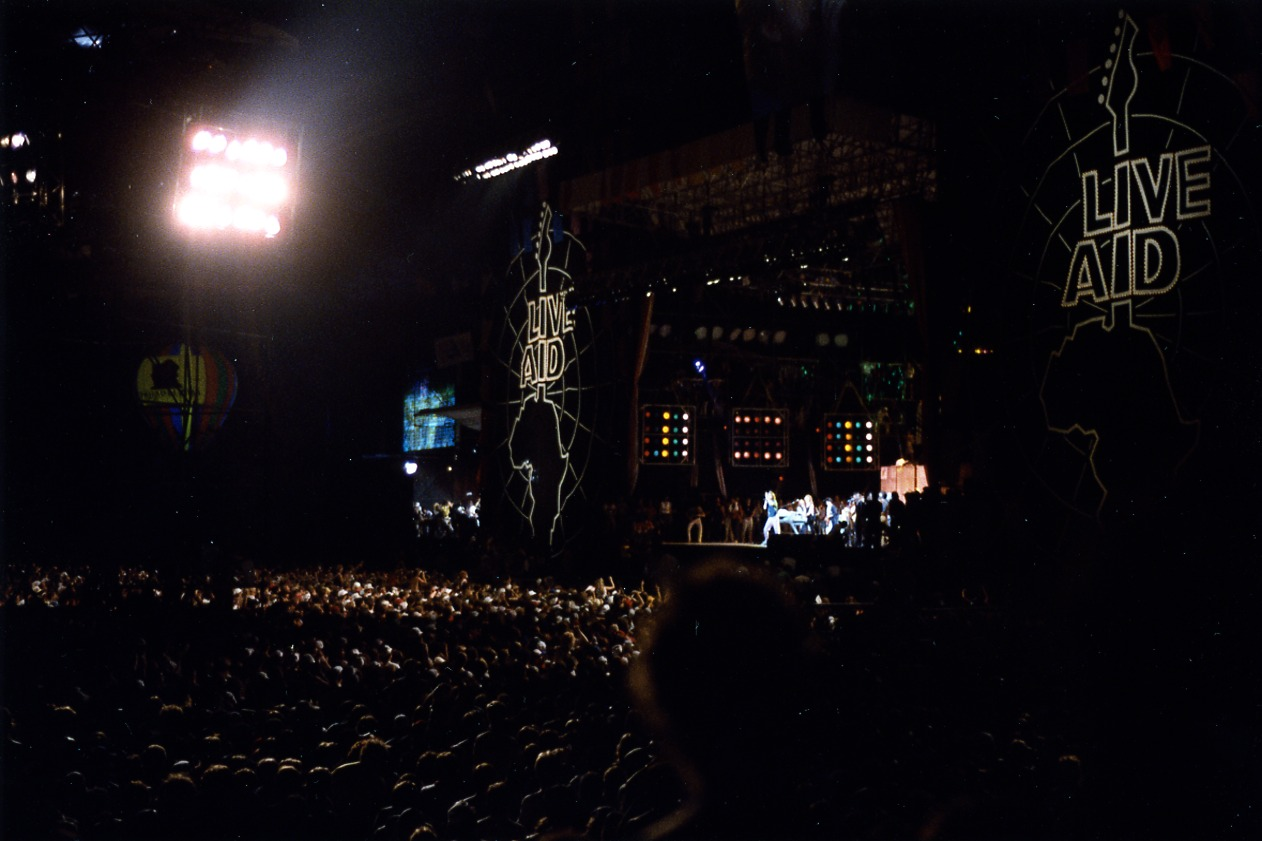
Live Aid koncert a philadelphiai John F. Kennedy stadionban.

## Szervezők
Bob Geldof (a Boomtown Rats punkegyüttes frontembere, a Pink Floyd "The Wall" c. filmjének főszereplője, újságíró) 1984-ben látott egy televíziós riportot az éhező etiópiai gyermekekről. A látvány annyira megindította, hogy Midge Ure-rel (az Ultravox énekesével) megírta a "Do They Know It's Christmas?" c. számot. Terve az volt, hogy híres énekesekkel énekelteti fel lemezre és a bevételből élelmiszer szállítmányokat indít Afrikába.
A kislemez nagy sikernek bizonyult, a Band Aid-re keresztelt alkalmi csapat felvételéből egyedül Angliában 3 milliót adtak el, összegyűjtve így 70 ezer fontot. Geldof a sikeren felbuzdulva elhatározta, hogy megszervez egy nagy jótékonysági koncertet, ami elegendő bevételt hozna, hogy rendszeres segélyszállítmányokat indíthassanak az éhezőknek.
Ezzel nagyjából párhuzamosan Amerikában is indult egy hasonló összefogás: Lionel Ritchie és Michael Jackson megírták a "We Are The World" c. dalt, amit az amerikai sztárokból összeállt US For Africa nevű formáció adott elő.
A koncert és az azt követő segélyprogram megszervezéséért a királynő Bob Geldofnak lovagi címet adományozott. Geldof később több dokumentumfilmet forgatott Afrikában a BBC-nek, nem csak a Live Aid programról, hanem általában Afrika és az afrikaiak helyzetéről.
20 évvel később, 2005. július 2-án Live 8 címmel rendeztek koncerteket, ráirányítva a világ vezető politikusainak figyelmét arra, hogy a problémák nagy része még mindig nem oldódott meg.

## A koncert
A koncertet két fő helyszínen, a londoni Wembley Stadionban, és a philadelphiai John F. Kennedy stadionban tartották. Londonban mintegy 72 ezer, Philadelphiában 90 ezer nézője volt. A program a Wembley-ben, helyi idő szerint délben kezdődött a Status Quo Rockin All Over the World című dalával, a JFK Stadionban két órával később lépett színpadra az első előadó. Londonban este 10-ig, Philadelphiában helyi idő szerint 11-ig tartott a koncert, ami összesen 16 órát jelent, de mivel többnyire párhuzamosan zajlottak az események, a műsorok össz-hossza ennél jóval több volt. Mindkét helyszínen a fent említett közös dallal, Londonban a Do They Know It's Christmasszel, Amerikában a We Are The Worlddel zárult a helyi (és utóbbi esetben a teljes) program.

### Érdekességek
A Queen programja (Bohemian Rhapsody, Radio Ga Ga, Hammer to Fall, Crazy Little Thing Called Love, We Will Rock You, We Are the Champions) a show vitathatatlan csúcspontja volt, Freddie Mercury élete legnagyobb alakítását nyújtotta, később több kritikus és zenész minden idők legjobb élő rock-előadásának titulálta a Queen showját.
Sokak szerint Madonna és a U2 ezen a napon váltak igazi globális szupersztárokká. A U2 énekese, Bono annyira fellelkesült, hogy a közönségbe vetette magát, így az eredetileg tervezett három helyett csak két dalt adtak elő, mert nem tudott visszajutni a színpadra, hogy elénekelje azt. A dal egyébként a Pride (In The Name Of Love) lett volna.
Furcsa egybeesés volt, hogy a The Who műsora alatt épp akkor robbant szét egy generátor és szakadt meg emiatt a műholdas kapcsolat a Wembley-vel, amikor a My Generation c. dalban Roger Daltrey azt énekelte, hogy "Why don't you all fade" (Miért nem tűntök el mindannyian).
Phil Collins mind a Wembley Stadionban, mind a JFK stadionban fellépett: A menetrend szerinti szuperszonikus Concorde-dal utazott Londonból New Yorkba, onnan pedig helikopterrel Philadelphiába. Saját dalai mellett ő dobolt Eric Claptonnak és az újra összeállt, még élő Led Zeppelin tagoknak is. A Concorde-on összefutott Cherrel, aki nem is tudott az egész eseményről. Collins magával vitte, és az énekesnő látható is volt később a színpadon a We Are The World előadói között.
Az amerikai koncertet Joan Baez nyitotta meg ezekkel a szavakkal: "Ez a ti Woodstockotok, ami már nagyon rég esedékes volt".
A koncert közben Bob Dylan-nek elszakadt egy gitárhúrja, ezért Ron Wood odaadta neki a sajátját, és amíg a technikusok hoztak neki egy másikat, jobb híján léggitározott, kifigurázva például Pete Townshend jellegzetes karkörzéses gitárjátékát. Dylan-nek volt egy felhördülést kiváltó megnyilvánulása is, amikor azt javasolta, hogy a pénzből a megélhetésüket elvesztett amerikai farmereket is támogatni kellene. Geldof később önéletrajzában felháborodva kommentálta Dylan kijelentését, szerinte Dylan nem értette meg az afrikai helyzet súlyosságát, azt, hogy mi a különbség aközött, ha valaki csak a megélhetését veszti el, vagy ha éhenhal.
David Bowie és Mick Jagger eredetileg együtt, de két helyszínen adták volna elő közös dalukat, a Dancing In The Street-et, de technikailag nem sikerült megoldani a szinkronizálást, így egy előre felvett videón énekeltek együtt (élőben Bowie Londonban, Jagger Amerikában lépett fel). Jagger a Tina Turner-rel közösen előadott It's Only Rock And Roll alatt elszakította az énekesnő ruháját, aki szerencsére viselt alatta egy szűk tornadresszt, így abban fejezte be a dalt.

### Fellépők
- Status Quo
- Style Council
- Boomtown Rats
- Adam Ant
- INXS
- Ultravox
- Loudness
- Spandau Ballet
- Bernard Watson
- Joan Baez
- Elvis Costello
- The Hooters
- Opus
- Nik Kershaw
- The Four Tops
- B. B. King
- Billy Ocean
- Sade
- Black Sabbath
- Yu Rock Mission
- Run–D.M.C.
- Sting (közreműködő: Branford Marsalis)
- Phil Collins
- Rick Springfield
- REO Speedwagon
- Howard Jones
- Autograph
- Bryan Ferry (és David Gilmour)
- Crosby, Stills & Nash
- Udo Lindenberg
- Judas Priest
- Paul Young
- Alison Moyet
- Bryan Adams
- U2
- The Beach Boys
- Dire Straits
- George Thorogood and the Destroyers / Bo Diddley / Albert Collins
- Queen
- Simple Minds
- David Bowie (közreműködő: Thomas Dolby)
- The Pretenders
- The Who
- Santana
- Pat Metheny
- Elton John (közreműködő: Kiki Dee)
- Wham!
- Ashford and Simpson
- Teddy Pendergrass
- Madonna
- Freddie Mercury & Brian May
- Paul McCartney
- Band Aid
- Tom Petty
- Kenny Loggins
- The Cars
- Neil Young
- Power Station
- Thompson Twins és Madonna
- Eric Clapton
- Led Zeppelin, Phil Collins és Tony Thompson
- Crosby, Stills, Nash & Young
- Duran Duran
- Cliff Richard
- Patti LaBelle
- Hall & Oates / Eddie Kendricks / David Ruffin
- Mick Jagger
- Tina Turner
- Bob Dylan
- Keith Richards / Ron Wood
- USA for Africa

#### Band Aid
A "Do They Know It's Christmas?" kislemez közreműködői:
- Bananarama
- Bob Geldof
- Culture Club
- David Bowie
- Duran Duran
- Eurythmics
- Frankie Goes to Hollywood
- Heaven 17
- Human League
- Kool & the Gang
- Midge Urge
- Paul McCartney
- Paul Young
- Phil Collins
- Spandau Ballet
- Status Quo
- Sting
- The Style Council
- U2
- Wham!

## Felvételek
Mivel Bob Geldof azt ígérte a fellépőknek, hogy az esemény egyszeri és megismételhetetlen lesz, a koncertről nem készült teljes hivatalos hang- és képfelvétel, csupán a közvetítő tévétársaságok archiválták anyagaikat. Geldof kérésére az amerikai közvetítést adó ABC még az adásszalagokat is törölte, habár előtte készítettek néhány másolatot, amit a Smithsonian Institute-nak adományoztak, onnan azonban a felvételek elvesztek. Az MTV (Music Television) annak idején úgy döntött, hogy megtartja a felvételeket (köztük sok egyedi, saját stábjuk által rögzített anyagot is), azonban sok dal nem teljes a reklámblokkok és a műsorvezetők bevágásai miatt. A BBC (Bob Geldof tiltakozása ellenére) szintén megtartotta saját felvételeit, de mivel ők a párhuzamosan futó amerikai műsorszámokat nem adták, ez a felvétel sem teljes.
2004-ben Bob Geldof a szaporodó kalózkiadványok miatt úgy döntött, hogy kiad egy hivatalos DVD-szettet, ez nagyrészt a BBC és az MTV felvételein alapul, és mintegy 10 órányi anyagot tartalmaz.
Gyűjtők körében és az interneten fellelhetők egyéb felvételek is, többnyire a tévéadások kétes minőségű házilagos videófelvételei és ezek összevágott vagy digitálisan feljavított változatai.

## Fordítás
- Ez a szócikk részben vagy egészben  a   Live Aid című angol Wikipédia-szócikk fordításán alapul.  Az eredeti cikk szerkesztőit annak laptörténete sorolja fel. Ez a jelzés csupán a megfogalmazás eredetét és a szerzői jogokat jelzi, nem szolgál a cikkben szereplő információk forrásmegjelöléseként.
- Ez a szócikk részben vagy egészben  a   Live Aid című francia Wikipédia-szócikk fordításán alapul.  Az eredeti cikk szerkesztőit annak laptörténete sorolja fel. Ez a jelzés csupán a megfogalmazás eredetét és a szerzői jogokat jelzi, nem szolgál a cikkben szereplő információk forrásmegjelöléseként.